# Alex Sandunga
Alexander Pérez Hernández (La Habana; 26 de noviembre de 1976), conocido por Alex Sandunga, es un cantautor, productor y compositor cubano de música independiente. Su trayectoria se caracteriza por un estilo musical ecléctico, que transita entre el rap, el funk, la electrónica y la música alternativa, destacando por su sensibilidad intuitiva y enfoque artístico libre de etiquetas.

## Vida personal
Alexander Pérez Hernández nació en la ciudad de La Habana, Cuba, el 26 de noviembre de 1976. En el 2005 se muda a Helsinki, Finlandia.

## Trayectoria musical

### 1997-2005: Inicios de su carrera artística
En 1997, Alex funda Alto Voltaje, un grupo que más tarde se convirtió en pionero del hip-hop en Cuba. A partir de ese momento comenzó a componer su propia música, y esta posibilidad de expansión artística cambió su vida.
“Si no hubiera sido por la música, no sé dónde estaría hoy. Me inspira ver cómo mis temas ayudan a cambiar las vidas de los demás.”
Durante esa temporada fue fundador y creador de la primera revista de rap cubano Movimiento, así como uno de los primeros grupos que inauguró la Agencia Cubana de Rap.
Alto Voltaje casi siempre era el grupo que abría los festivales de rap de Alamar y se caracterizaba por sus crudas letras de denuncia social.
En 2004 Alto Voltaje emprende su primera gira por Europa, en ese mismo año tienen otra gira más, la cual al terminar, el duo se separa.

### 2005-presente: Carrera artística en solitario
En 2005 comienza su carrera en solitario. En 2009 lanza su primer álbum debut “Sin freno”, una mezcla de todo un poco: funk, blues, jungle, drum & bass y mucho más. De dicho trabajo discográfico destacó el sencillo “A mí me gusta” el cual se convirtió en todo un éxito en el verano europeo, principalmente en España.
Rápidamente, se fueron sumando éxitos como artista independiente que lo llevaron a colaborar con sobresalientes figuras del panorama musical finlandés.
A finales del 2015 lanza su segundo trabajo discográfico titulado “Alex Sandunga” que muestra al artista en su más pura esencia. Un trabajo centrado más en el funk, en la fusión con sus raíces, combinando el rap con melodías, donde sus principales influencias musicales fueron Irakere, Benny Moré y James Brown.
Alex ha actuado en clubes y festivales de casi toda Europa, como el Flow Festival, Pori Jazz, Habana Hip-Hop, Sound Dance, Raumanmeri, Faces Festival, Kontufest, World Village, Urb Festival y muchos otros.
En estos momentos Alex Sandunga se encuentra promocionando su tercer álbum de estudio XI Puertas que está producido completamente por el artista con una sensibilidad intuitiva sin igual. Un álbum donde se encuentra cara a cara con la madurez y la experiencia musical suficiente, para reinventarse una vez más en un camino que lo llevara hacia nuevos destinos y del cual no piensa apartarse.

## Discografía

### Álbumes de estudio
- 2009: Sin Freno
- 2015: Alex Sandunga
- 2023: XI Puertas

### Sencillos
- 2012: Quiero Quiero
- 2013: Déjala
- 2013: Mundo De Prisa
- 2018: Besarte Otra Vez
- 2020: Quédate
- 2020: Ilusión
- 2022: Un Pedazo De Mí
- 2022: Me Encanta
- 2022: Lo Mejor Para Tí
- 2024: Angelitos Negros
- 2025: Me Voy A Querer Mucho Más

### EP
- 2012:  Quiero Quiero

## Colaboraciones
- 2001: "Abreme Tu Puerta" feat Payo Malo, Dilema
- 2002: "Hasta Cuando Es Esto" feat Miki Flow
- 2004: "La Pipa De Lague" feat Alto Voltaje
- 2005: "Mucha Carga" feat Gee & Mista
- 2006: "Grita Con Migo" feat Mariska
- 2010: "Karnaval" feat Orkasmo
- 2011: "Ella No Quiere Saber Na" feat Soul Back
- 2014: "Mi Chica Canela (Marquita)" feat Juno & J. Karjalainen
- 2014: "Gardens" feat Tuigu
- 2014: "Bospor Dilara" feat Tuigu